# Три богатыря и Шамаханская царица
«Три богатыря и Шамаханская царица» — российский полнометражный анимационный фильм кинокомпаний «Мельница» и «СТВ». Четвёртая часть франшизы «Три богатыря».
Мультфильм, в котором герои предыдущих фильмов о богатырях собираются вместе, вышел через три года после появления третьего фильма цикла — «Илья Муромец и Соловей-Разбойник».
Премьера состоялась 30 декабря 2010 года.
Телепремьера мультфильма состоялась 4 ноября 2011 года на «Первом канале».
С 5 марта 2022 года было объявлено, что мультфильм «Три богатыря и Шамаханская царица» выпустят в повторный прокат в России.
21 июля 2022 года мультфильм вышел в повторный прокат.

## Сюжет
Чтобы вернуть себе молодость, Шамаханская царица приезжает к храму с волшебным деревом, но вооружённый саблей охранник её не пускает и прогоняет прочь. Царица привораживает охранника, после чего тот встаёт перед ней на колени и, отходя назад перед наступающей царицей, падает с обрыва в воду, в чём ему помогла и сама женщина, оттолкнув его руку, на которой он висел, сапогом. Прислужник царицы, говорящий ворон, по настенным рисункам выясняет, что для достижения цели нужно собрать кувшин слёз тысячи красавиц и полить ими волшебное дерево. Но красавиц царица сильно ненавидит, а потому давно извела всех в своём царстве. Ворон предлагает ей наведаться в Киев и женить на ней князя.
Ворон прилетает в библиотеку коня Юлия и из своего пера создаёт книгу. Князь находит эту книгу и фотографию царицы в ней, в результате чего привораживается. Вельможа князя, Антип, пытается остановить его. Князь объясняет, что влюбился, и советует выбрать лучшего из трёх богатырей как помощника. Юлий рассказывает князю, как добраться до Шамахана, и князь отправляется, взяв Юлия в качестве проводника.
Антип, оставшийся за главного, созывает богатырей, чтобы лучший богатырь на Руси помогал ему в правлении. Но каждый богатырь думает, что именно он лучший. Поспорив, богатыри приходят к выводу, что «нет первого среди равных», и уходят, а князь, тем временем, прибывает в Шамаханское царство, где знакомится с царицей. Юлий влюбляется в её лошадь. После одной попытки беседы со своей возлюбленной Юлий оказывается на дереве, где подслушивает разговор ворона, который просит царицу, чтобы после свадьбы она подарила ему шкуру Юлия, и та соглашается.
Упав с дерева в фонтан, Юлий, чтобы отсрочить свадьбу, объясняет царице, что у русских есть «свои обычаи». Согласно им, жених должен допрыгнуть до окна на вершине самой высокой башни и выхватить из рук невесты платок. Вечером он пытается убедить князя уехать, сказав, что эту задачу им подкинула царица, однако князя это всё равно не остановило, а при попытке отказаться прыгать на башню князь угрожает отдать Юлия на живодёрню. Когда князь заснул, Юлий пишет письмо Алёше Поповичу с просьбой приехать в царство и спасти его. Узнав об этом, Алёша садится на ослика Моисея и отправляется в путь, но его мучает совесть. Он решает позвать остальных богатырей, и вот все они в сборе.
Добравшись до царства, богатыри видят, что ворота уже закрыты. Решив войти утром, все, кроме Алёши, идут отдыхать. Тем временем, после испытания, в результате которого князь и Юлий оказываются в зарослях кактуса, князь решает сделать царице предложение. В этот момент Алёша через крышу проникает во дворец, но царица его привораживает и приказывает избавиться от двух оставшихся витязей. Вырубив Илью Муромца и Добрыню Никитича своей дубинкой, Алёша относит их в тюрьму, а потом кидает в яму, после чего сам прыгает туда же по приказу царицы. Идя за Алёшей, Юлий тоже попадает в яму; богатыри, не глядя, бьют его, и только зажигая факел, видят, что это не враг.
В тюрьме с Алёши спадают чары царицы, и он собирается признаться, но Юлий советует подождать. Разрушив башню, богатыри преследуют царицу, но та уже на полпути в Киев. Узнав, что богатыри выбрались из тюрьмы, она приказывает ворону уничтожить их. Тот на пути богатырей из своего пера создаёт армию монстров. Богатыри приходят к выводу, что должен остаться кто-то один, ведь если они все погибнут, некому будет защищать Киев. Добрыня берёт палочки, и остальные их вытягивают: кому достанется короткая, тот и остаётся. Алёша и Илья уходят, и оказывается, что все палочки длинные. Помчавшись в бой, Добрыня падает в пропасть.
Ворон на перепутье меняет указатель и отправляет Алёшу и Илью в разные направления. Илья вместе со своим конём Бурушкой попадает в яму, которая также была подстроена вороном. Очутившись на чужой земле, населённой китайцами, Добрыня находит даосский монастырь, где его атакуют монахи — защитники обители. Добрыня Никитич побеждает их, но монах приказывает священному дракону убить богатыря. Им оказывается Змей Горыныч. Добрыня и Горыныч рады друг друга видеть и здороваются.
На Горыныче Добрыня улетает из Китая. Тем временем, Алёша Попович выбирается из болота, а Юлия берёт в плен леший, чтобы съесть на ужин. Найдя дом чудища, Алёша спасает Моисея и Юлия, после чего уходит вместе с ними. Вскоре их находит и подбирает Змей Горыныч. Верблюд Вася и Бурушка общими усилиями помогают Илье Муромцу выбраться из ямы, но случайно катапультируют его. Мимо пролетает Горыныч и подбирает Илью. Поняв, что у них перегруз, они спускают Юлия и Моисея к Васе и Бурушке.
Тем временем, в Киеве идёт свадьба князя и царицы. Бояре негодуют, ведь князь отписал царице полцарства, но она их околдовывает, и возмущения прекращаются. После этого царица собирает красавиц во дворце и хитростью заставляет своих жертв беспрестанно рыдать, показывая им в своём зеркале картины их старости.
Во дворец прибывают жёны богатырей и, оглушив стражу, заходят в покои. Но царица приказывает страже схватить девушек. Они успешно отбиваются, но, когда стража всё же хватает их, Любава — жена Алёши — срывает никаб царицы, которым злодейка скрывала лицо. Оказывается, что царица очень старая и вдобавок лысая, но князь не меняет своего мнения. Царица приказывает страже увести Алёнушку, Настасью, Любаву и князя в тюрьму. С князя спадают чары, и он осознаёт, что царица — это воплощение зла. В темнице князь вспоминает про уловки для побега, но, не сумев определить номер своей камеры, активирует ловушки, и потолок начинает на них опускаться. Неожиданно в полу открывается люк, из него вылезает Тихон и выводит князя и жён богатырей из камеры.
Выбравшись по тайному ходу в поле, Тихон, бабуля и князь, а также Алёнушка, Настасья и Любава встречаются с богатырями. Царица, тем временем, помещает стражника в зеркало, превращает его в монстра и разбивает зеркало, в результате чего в каждом осколке появляется монстр. Затем царица высыпает осколки через окно на поле, и монстры материализуются из них. Чтобы царица не могла околдовать богатырей, посмотрев им в глаза, жёны богатырей обрывают подолы одежд и завязывают мужьям глаза, а сами пытаются управлять их движениями. Из-за повязок богатыри ослеплены, поэтому бьют друг друга или промахиваются, и монстры с лёгкостью их побеждают. Но, развязав глаза, богатыри успешно одерживают победу в сражении.
Тем временем, кувшин наполняется слезами, и царица убегает вместе с ним. В карете злодейку ловят бабуля и Тихон, но ворон перехватывает кувшин и улетает с ним. Все монстры слепнут, а затем исчезают.
Князь узнаёт от Антипа, что царицу посадили в седьмую камеру, и бежит туда. Князь и Антип видят, что она выбралась через скрытый проход. Царица, тем временем, приходит к дереву и поливает его слезами. Через несколько секунд оно созревает, и плоды готовы к употреблению. Затем она срывает и съедает один плод, от чего молодеет. Увлёкшись, царица ест другие плоды. Ворон пытается её остановить, но она не хочет его даже слушать и бросает птицу в стену. Когда ворон приходит в себя, он видит, что царица обратилась в младенца.
Тем временем, князь скучает, но к нему прилетает ворон и приносит маленькую царицу. Князь и Антип радуются этому, даже не зная, кем является этот младенец. Фильм заканчивается детским смехом малыша, постепенно превращающимся в зловещий смех Шамаханской царицы.

## Мнения Сергея Сельянова
В интервью «Парку культуры» продюсер картины Сергей Сельянов рассказал о главных персонажах фильма:

«Ведь кто такие богатыри? Это наши выразители и представители, наш имидж для самих себя. При всех достоинствах классической былинной интерпретации, она сегодня уже, наверное, не очень актуальна, а через такое кино, как наше, через таких персонажей зрителю проще любить страну. Богатыри у нас такие — немного смешные, человечные, но у них есть принципы, которые не обсуждаются, — „один за всех и все за одного“, Родина, Русь. В этом есть какое-то правильное сообщение, мы все в нём нуждаемся, а кино сегодня — вид искусства, создающий и объединяющий нацию. Посмотрят люди от Владивостока до Калининграда некий хит — население страны таким образом объединяется, наверное, лучше, чем каким бы то ни было».
— Сергей Сельянов.

## Роли озвучивали
| Актёр                      | Роль                                                     |
| -------------------------- | -------------------------------------------------------- |
| Михаил Черняк              | Моисей / авторский текст                                 |
| Дмитрий Быковский-Ромашов  | Илья Муромец                                             |
| Валерий Соловьёв           | Добрыня Никитич                                          |
| Олег Куликович             | Алёша Попович / Змей Горыныч / совесть Алёши             |
| Сергей Маковецкий          | Киевский князь                                           |
| Дмитрий Высоцкий           | конь Юлий                                                |
| Анна Геллер                | Шамаханская царица                                       |
| Константин Бронзит         | Ворон / верблюд Вася                                     |
| Игорь Шибанов              | боярин Антип                                             |
| Наталья Данилова           | бабуля                                                   |
| Елена Шульман              | Настасья Филипповна / Шамаханская царица («Да уйди ты!») |
| Лия Медведева              | Любава                                                   |
| Мария Цветкова-Овсянникова | Алёнушка                                                 |
| Анатолий Петров            | Тихон / сэнсэй / стража во дворце князя / страж мечети   |
| Сергей Глезин              | Леший                                                    |

## Рекламная кампания
В марте 2010 года в интернете был опубликован первый вариант постера мультфильма, а в апреле — его окончательная версия. В июне 2010 года вышел второй трейлер фильма, пародировавший рекламный ролик игры «World Of Warcraft».

## Даты премьер
- Казахстан — 30 декабря 2010
- Россия — 30 декабря 2010[10]
- Украина — 30 декабря 2010
- Беларусь — 10 января 2011
- Латвия — 16 февраля 2011
- Азербайджан — 14 марта 2011
- Аргентина — 1 сентября 2011
- Польша — 15 ноября 2012

## Компьютерная игра
По мотивам мультфильма 24 декабря 2010 года вышла одноимённая компьютерная игра от PIPE Studio и 1С. Игра имела другой сюжет и свои собственные катсцены.

## Отзывы
Александра Лайт в своей рецензии, опубликованной на сайте издательского дома «Новый взгляд», отметила, что мультфильм «в целом красивый и смешной», добавив при этом, что «юмор, конечно, не очень патриотичный, но зато очень современный».